# Fiat Turbina
O Fiat Turbina foi um carro conceito movido a turbina a gás construído pela fabricante italiana de automóveis Fiat em 1954.
A Fiat foi a segunda fabricante de automóveis, depois da Rover, a introduzir um carro movido por uma turbina a gás — a Fiat elogiou o Turbina como "o primeiro carro a turbina construído na Europa Continental". O projeto levou um longo período de planejamento, os estudos começaram em 1948 e terminaram com um primeiro teste de pista em 14 de abril de 1954 na pista do telhado da fábrica de Lingotto. O carro foi exibido publicamente pela primeira vez em 23 de abril de 1954 no Aeroporto de Turim-Caselle, onde fez algumas corridas de demonstração com o piloto de testes chefe da Fiat, Carlo Salamano, ao volante. Todas as principais personalidades da Fiat estavam presentes, incluindo Gianni Agnelli, o presidente Vittorio Valletta e o engenheiro Dante Giacosa, diretor do escritório técnico e responsável pelo desenvolvimento do carro. O Turbina foi então exibido no 36º Salão do Automóvel de Turim.
O motor a turbina foi colocado no centro, atrás do compartimento de passageiros. Consistia em um compressor centrífugo de dois estágios, três combustores do tipo lata, uma turbina de dois estágios acionando o compressor e uma turbina de potência de estágio único com redução de engrenagem nas rodas traseiras. Não havia caixa de câmbio ou embreagem. De acordo com o fabricante, o motor produzia 300 cv a 22.000 rpm, e a velocidade máxima estimada era de aproximadamente 250 km/h. A carroceria passou por testes em túnel de vento nas instalações do Politecnico di Torino, com testes mostrando um coeficiente de arrasto de Cd = 0,14 em um modelo em escala de um quinto do carro. Em comparação, um Tesla Model 3 de 2017 tem um coeficiente de arrasto de Cd = 0,23.
O conceito foi arquivado devido ao alto consumo de combustível e problemas de superaquecimento.
O Fiat Turbina está em exposição no Museu do Automóvel de Turim.

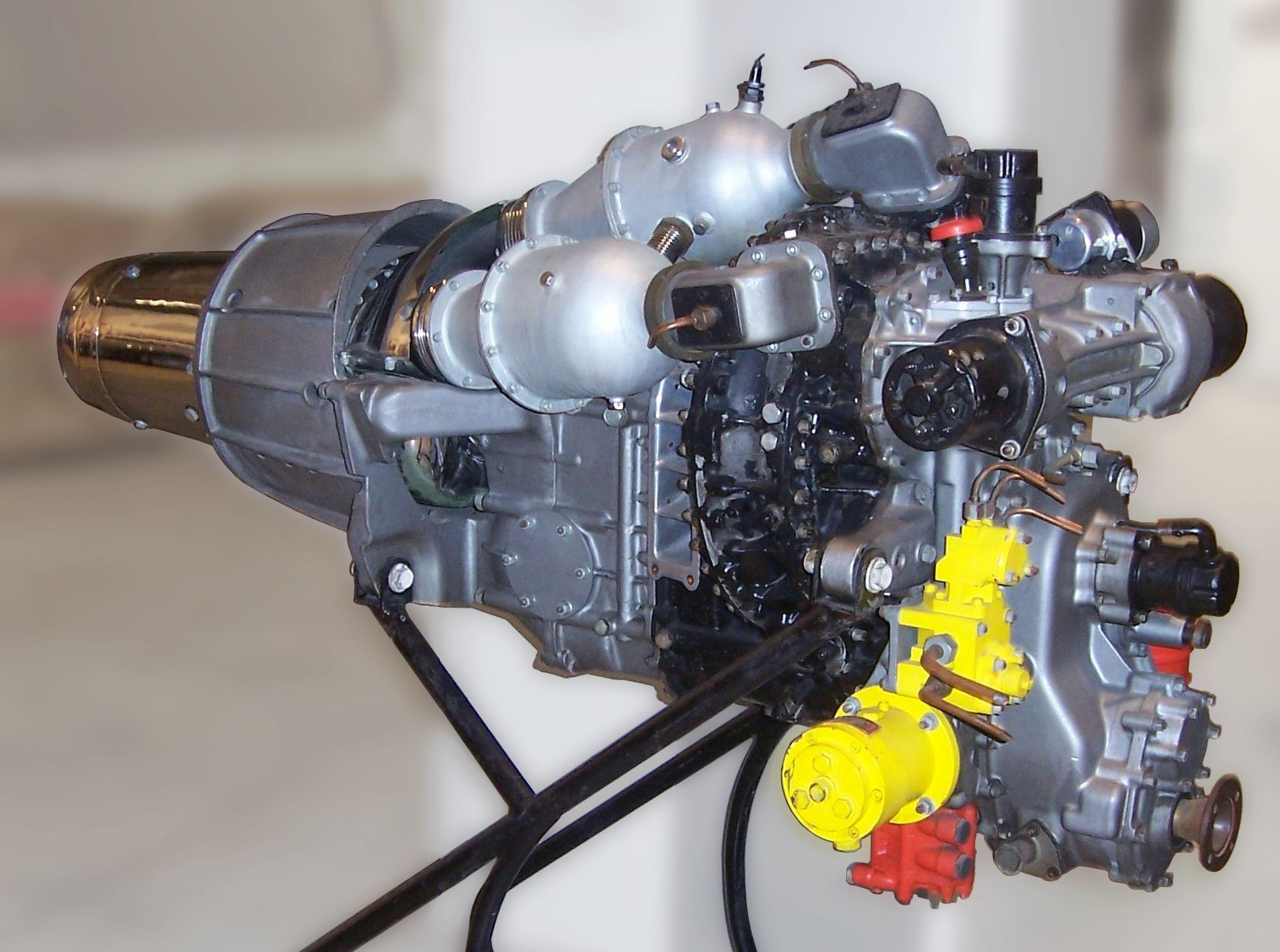
A turbina a gás tipo 8001 que impulsionava o Turbina
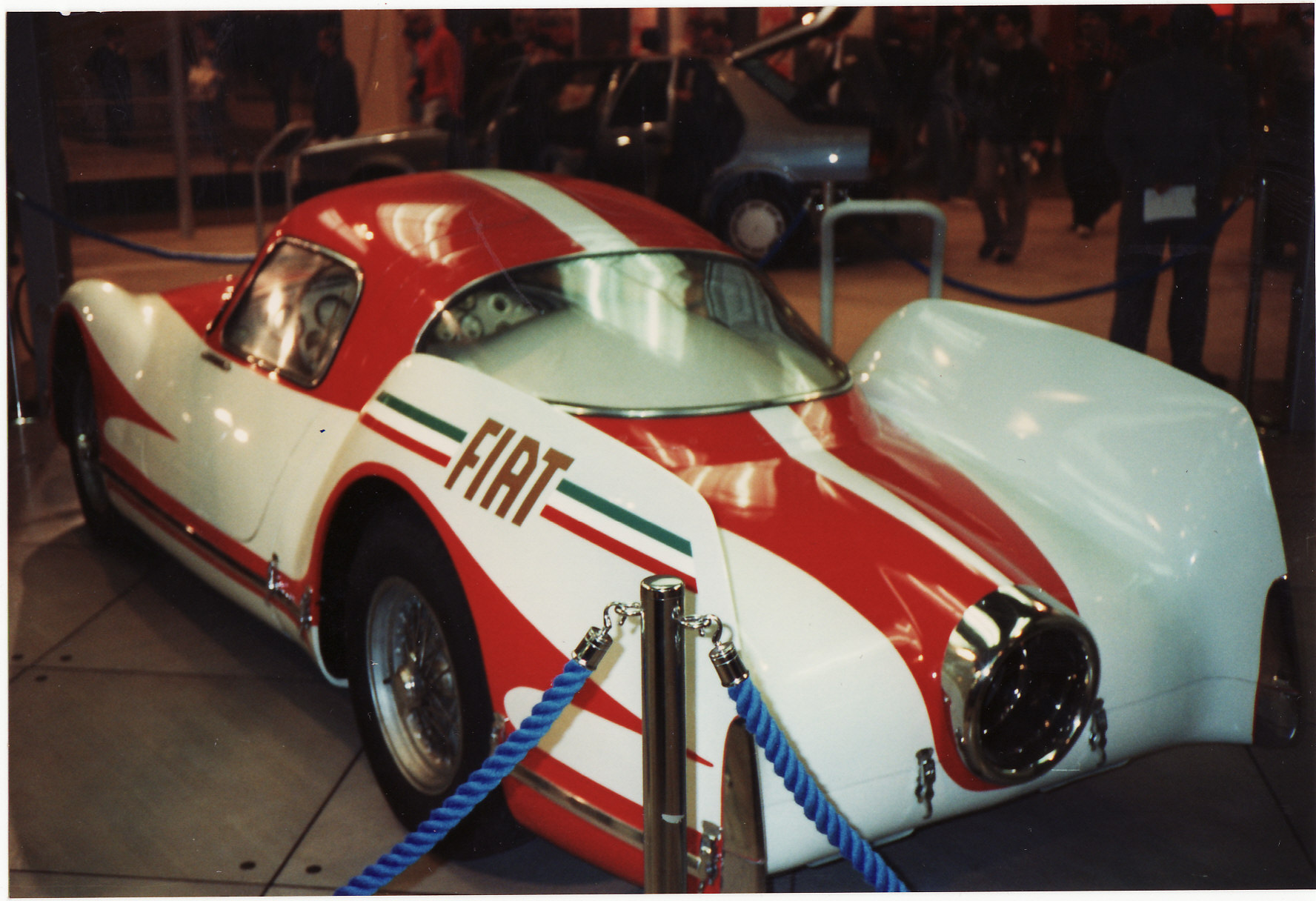
O rabo de peixe e o escapamento da turbina se destacavam na traseira do carro